# آزوسماید
آزوسماید (انگلیسی: Azosemide)  یک داروی دیورتیک لوپ تست.